# Club Deportivo Alquerías
El Club Deportivo Alquerías fue un club de fútbol de España, de la ciudad de Alquerías en Murcia. Fue fundado en 1992 y desapareció en 2010.

## Historia
El Club Deportivo Alquerías se fundó en 1992. Debutó en Tercera División en la temporada 1996/97 consiguiendo un gran 7º puesto. Se mantuvo 6 años en Tercera hasta que en la campaña 2001/02 descendió a Preferente. Regresó a Tercera en la 2007/08, pero terminó descendiendo de nuevo. En su nueva andadura por Preferente, pese a que el objetivo inicial era el de regresar a Tercera, el club se ve envuelto en la lucha por la permanencia. En el verano de 2010 vende su plaza en Preferente al Águilas FC. Se funda un nuevo equipo en la localidad, el EFB Alquerías, que arranca en Primera Autonómica.

## Uniforme
- Uniforme titular: Camiseta roja, pantalón rojo y medias rojas.
- Uniforme suplente: Camiseta azul, pantalón azul y medias rojas.

## Estadio
Estadio Los Pinos, con capacidad para 500 personas. El campo es de césped artificial.

## Temporada a temporada
| Temporada | División         | Puesto |  |
| --------- | ---------------- | ------ |  |
| 1992/93   | Segunda Regional | 16º    |  |
| 1993/94   |                  |        |  |
| 1994/95   | Primera Regional | 1º     |  |
| 1995/96   | Preferente       | 3º     |  |
| 1996/97   | Tercera          | 7º     |  |
| 1997/98   | Tercera          | 15º    |  |
| 1998/99   | Tercera          | 14º    |  |
| 1999/00   | Tercera          | 13º    |  |
| 2000/01   | Tercera          | 17º    |  |
| 2001/02   | Tercera          | 20º    |  |
| 2002/03   | Preferente       | 17º    |  |
| 2003/04   | Preferente       | 15º    |  |
| 2004/05   | Preferente       | 15º    |  |
| 2005/06   | Preferente       | 9º     |  |
| 2006/07   | Preferente       | 7º     |  |
| 2007/08   | Tercera          | 19º    |  |
| 2008/09   | Preferente       | 17º    |  |
| 2009/10   | Preferente       | 12º    |  |

## Datos del club
- Temporadas en Primera: 0
- Temporadas en Segunda: 0
- Temporadas en Segunda B: 0
- Temporadas en Tercera: 7
- Temporadas en Preferente: 8

- Datos: Q3290906